# Raman Pratasevič
Raman Dzmitryevič Pratasevič (în belarusă Раман Дзмітрыевіч Пратасевіч) sau Roman Dmitrievici Protasevici (în rusă Роман Дмитриевич Протасевич; n. 5 mai 1995, Minsk, Belarus) este un jurnalist și activist politic din Belarus. A fost redactor-șef al canalului de Telegram Nexta⁠(d), precum și editorul șef al canalului de Telegram „Belarus of the Brain”.

## Viața personală
Pratasevič s-a născut la 5 mai 1995 la Minsk, în Belarus. S-a mutat în Polonia în 2019. El are o relație romantică cu cetățeana rusă Sofia Sapega, care a fost și ea reținută împreună cu el de autoritățile din Belarus pe 23 mai 2021.

## Carieră

### Activismul în opoziția din Belarus (2011–2019)
Pratasevič a fost activist de opoziție încă din tinerețe; a participat la proteste la începutul anilor 2010. Din toamna anului 2011, este membru al organizației de opoziție Frontul Tânăr⁠(d). El a co-administrat un important grup de VKontakte, o rețea socială, în opoziție față de președintele Alexandr Lukașenko până în 2012, când a fost destructurat de autorități. A studiat jurnalismul la Universitatea de Stat a Belarusului⁠(d) până când a fost exmatriculat în 2018. În 2017, a fost acuzat că a participat la un eveniment neautorizat în Kurapaty⁠(d), dar a reușit să demonstreze în instanță că avea alibi pentru ziua respectivă. A lucrat în presa din Belarus ca jurnalist. În martie 2019, a fost fotojurnalist pentru Euroradio.fm⁠(d) și a participat la întâlnirea prim-miniștrilor Austriei (Sebastian Kurz) și Belarusului (Siarhiej Rumas⁠(d)) la Minsk. De asemenea, a lucrat pentru ediția bielorusă a Radioului Europa Liberă.
L-a fotografiat pe Alexander Lukașenko cel puțin o dată cu ocazia Jocurilor Europene din 2019⁠(d). Pe lângă fotografii, a realizat și o relatare video pentru Euroradio despre refugiații ceceni care încercau să ajungă în UE prin Belarus.

### Activismul în opoziție din exil (2019-2021)
În 2019, Pratasevič s-a mutat în Polonia. La 20 ianuarie 2020, el a anunțat că a solicitat azil politic în Polonia.
În 2020, Pratasevič conducea canalul de Telegram Nexta⁠(pl)[traduceți], împreună cu co-creatorul său Sciapan Pucila (Stepan Putilo). În august 2020, după ce autoritățile belaruse au încercat să dezactiveze accesul la internet⁠(d) în timpul alegerilor prezidențiale din 2020⁠(d), Nexta a devenit una dintre principalele surse de informații despre protestele împotriva alegerilor trucate și a început să coordoneze protestele. Canalul a câștigat aproape 800.000 de noi abonați într-o săptămână. În septembrie 2020, Pratasevič a părăsit Nexta.
La 5 noiembrie 2020, Pratasevič și Pucila au fost acuzați de organizarea de revolte în masă (articolul 293 din Codul penal din Belarus), grave încălcări ale ordinii publice (articolul 342) și incitare la ură socială pe baza apartenenței profesionale (articolul 130, partea 3). La 19 noiembrie, KGB⁠(d)-ul din Belarus i-a pus pe „lista organizațiilor și persoanelor implicate în activități teroriste”, pentru „tulburări în masă”.
La 2 martie 2021, Pratasevič a anunțat că a început să lucreze pentru canalul de Telegram „Belarus of the Brain”, editat anterior de un blogger, Ihar Losik⁠(d), care a fost reținut de autorități.

### Zborul Ryanair 4978 și arestarea
La 23 mai 2021, zborul Ryanair 4978⁠(d) (Atena–Vilnius), cu Pratasevič la bord, a fost interceptat în spațiul aerian din Belarus de un avion de vânătoare, și deviat de controlul traficului aerian belarus către Aeroportul Național din Minsk. În timp ce se afla la Atena, Pratasevič a trimis mesaje prin Telegram spunând că a văzut un bărbat chel pe aeroport urmându-l și făcându-i fotografii. Personalul aeroportului din Minsk a declarat că a aterizat avionul din cauza unui raport despre o bombă la bord. Autoritățile aeroportuare lituaniene au declarat că nu au fost informate cu privire la o amenințare cu bombă și că pretextul ar fi fost de fapt un conflict între un pasager și un membru al echipajului. Avionul a schimbat cursul chiar înainte ca acesta să fi intrat în spațiul aerian lituanian. Potrivit unui martor citat de Reuters, la aflarea despre devierea spre Minsk, Pratasevič i-a dat imediat o parte din bagaje iubitei sale. La Minsk, Pratasevič și prietena lui au fost scoși din avion și arestați. La bord nu a fost găsită nicio bombă. În ciuda faptului că avionul se afla mai aproape de Vilnius, președintele belarus Alexandr Lukașenko, a ordonat personal, potrivit serviciului său de presă, redirecționarea avionului către Minsk și a trimis un avion de vânătoare MiG-29 al Forțelor Aeriene din Belarus⁠(d) să-l escorteze.
Potrivit unui reprezentant al companiei Ryanair, citat de ziarul rus Novaia Gazeta⁠(d), controlul traficului aerian din Belarus a informat echipajul avionului despre amenințare și le-a spus să schimbe cursul spre Minsk. În comunitatea de plane-spotting⁠(d) din Belarus, a fost postat un videoclip care ar arăta avionul MiG-29 care a efectuat interceptarea, echipat cu rachete aer-aer.
La scurt timp după aterizarea la Minsk, Pratasevič a fost luat de miliția belarusă. Un alt pasager l-ar fi auzit pe Pratasevič vorbind despre posibilitatea de a se confrunta cu pedeapsa cu moartea⁠(d), posibilitate despre care lidera opoziției belaruse Sviatlana Cichanoŭskaja a avertizat în aceeași zi. Acuzațiile de organizare de revolte în masă ar putea duce la o pedeapsă cu închisoarea de până la 15 ani. El călătorise la Atena pentru a relata depre o vizită a lui Sviatlana Cichanoŭskaja la Delphi Economic Forum, un forum internațional din Grecia.
A doua zi după arest, televiziunea de stat din Belarus a lansat un videoclip cu Pratasevič, cu semne de culoare închisă pe frunte, în care declara că va mărturisi că a organizat proteste și că nu are probleme de sănătate, după rapoarte neconfirmate despre o afecțiune cardiacă. Tatăl lui Pratasevič a spus că videoclipul pare forțat și că nasul lui pare să fi fost rupt, timp ce aliații lui Pratasevič, inclusiv lidera opoziției în exil Sviatlanei Cihanoǔskaja, au spus că videoclipul „prezintă cum arată Roman sub presiune fizică și morală”. Centrul pentru drepturile omului Viasna și alte organizații belaruse pentru drepturile omului au afirmat că Pratasevič este „deținut politic” într-o declarație comună și au cerut eliberarea imediată a acestuia. Amnesty International a cerut eliberarea lui Pratasevič și a iubitei sale, Sofia Sapega, spunând că „arestarea lor este arbitrară și ilegală, iar circumstanțele acesteia sunt cu totul îngrozitoare”.
Tatăl lui Pratasevič a mai menționat că Pratasevič nu fumează marca de țigări care sunt prezente pe masă în videoclip. Pe baza acestor informații, un profesor de la Universitatea Vilnius, Gintautas Mažeikis, susține că Pratasevič ar fi putut trimite un mesaj secret alegând țigările greșite. Potrivit lui Mažeikis, fotografiile unui prizonier cu o altă marcă de țigări decât cea pe care de obicei o fuma el reprezentau în epoca sovietică un mesaj ascuns că persoana respectivă se află în dificultate.
La 25 mai 2021, avocata lui Pratasevič, Inessa Olenskaya, a declarat că nu i s-a permis încă să se întâlnească cu clientul ei. În seara zilei de 25 mai, nu i s-a permis să intre în închisoarea SIZO nr. 1 din Minsk și nu a primit un apel înapoi de la ofițerii Comitetului de investigație.⁠(d)
Potrivit BBC, autoritățile belaruse au încercat să-l prezinte pe Pratasevič drept un extremist care „încurcă apele” pe marginea detenției sale. Ziarul administrat de stat al administrației prezidențiale, Belarus Segodnya, a susținut că Pratasevič ar fi un mercenar care a luptat în estul Ucrainei cu batalionul neo-nazist Azov. Pratasevič a spus anterior că a petrecut un an în Ucraina relatând despre războiul din Donbas ca jurnalist și fotograf.